# Hycleus tenerus
Hycleus tenerus là một loài bọ cánh cứng trong họ Meloidae. Loài này được Germar miêu tả khoa học năm 1836.